# Mihail Bulgakov
Mihail Afanasievici Bulgakov (rusă Михаил Афанасьевич Булгаков; n. 3/15 mai 1891, Kiev, Imperiul Rus – d. 10 martie 1940, Moscova, URSS) a fost un romancier și dramaturg rus sovietic originar din Ucraina.

## Biografie
Destinul lui Bulgakov pare guvernat de același amestec de satiră, fantastic și tragism care e amprenta operei sale. La 3 mai 1891, la Kiev, în familia unui profesor al Academiei Teologice se naște primul copil, Mihail Afanasievici Bulgakov (Михаил Афанасьевич Булгаков). În 1909 absolvă Gimnaziul nr. 1 din Kiev, școală de prestigiu, după care urmează cursurile Facultății de Medicină din Kiev. După facultate, practică medicina pe front, în timpul Primului Război Mondial, apoi într-o comună de lângă Kiev. Peste un deceniu va publica Însemnările unui tânăr medic, în care evocă  această perioadă. Încă din perioada studenției, 1913, se căsătorește cu Tatiana Nikolaevna Lappa. Devine dependent de morfină, dar, cu ajutorul primei sale soții, reușește să învingă răul.
În 1920 renunță la cariera de medic și se dedică scrisului. Începe să colaboreze cu ziarele și trupele de teatru locale. 
În 1921 se mută la Moscova. Editura moscovită “Nedra” îi publică nuvelele Diavoliada și Ouăle fatale. În revista “Rossia” apare primul său roman, Garda Albă.
În 1924 se desparte de Tatiana Lappa pentru a se recăsători cu Liubov Evghenevna Belozerskaia.
Din 1925 începe să colaboreze cu Teatrul Academic din Moscova. Transformă romanul Garda Albă în drama Zilele Turbinilor. După multe momente de tensiune și incertitudine are loc premiera piesei, care constituie un adevărat triumf. Piesa Zilele Turbinilor, dramatizarea romanului Garda Albă, are mare succes, fiind considerată un Pescăruș al noii generații de dramaturgi. Simpatia evidentă pentru ofițerii "albi" face ca piesa să fie interzisă, dar (paradoxal!) e, în același timp, piesa preferată a lui Stalin. În 1925 scrie nuvela satirică Inimă de câine.
Se impune tot mai mult ca scriitor de excepție. Odată cu faima lui crește și interesul criticii proletcultiste față de opera sa, care începe să fie ținta unor atacuri de pe pozițiile ideologiei vremii. Puterea sovietică îl etichetează drept un autor antibolșevic și un element „dușmănos”.
În 1928 înaintează prima cerere de plecare în străinătate și primește primul răspuns negativ. Începe întâia schiță a romanului Maestrul și Margareta sub titlul Inginerul cu copite.  
Îi sunt interzise piesele Zilele Turbinilor, Apartamentul Zoicăi (1929) și Cabala bigoților (1930)  și nu se mai publică nimic din proza sa.
Din 1929 nu i se mai publică nici o carte și nu i se mai joacă nici o piesă. Trăind la limita supraviețuirii, Bulgakov se vede nevoit să-i trimită dictatorului o petiție, apoi, într-o scrisoare adresată guvernului sovietic, să vorbească despre dezechilibrul psihic la care e expus un creator al cărui existență este amenințată. Scrisoarea rămâne celebră atât ca model al disidenței asumate, cât și prin efectele ei neașteptate. Trei săptămâni mai târziu primește un telefon bizar direct de la Stalin, în urma căruia, deși Bulgakov crede că a fost victima unei farse, este reangajat la teatru. Scrierile lui rămân însă tot nepublicate.
În 1931 îi este respinsă cea de-a doua cerere de plecare în străinătate.
În 1932 se căsătorește pentru a treia oară. Elena Sergheevna Shilovskaia devine un punct de sprijin pentru scriitorul aflat în dizgrație, îi este secretară, dactilografă și cronicar al vieții lui.
În ultimul deceniu al vieții scrie cu frenezie, temându-se că nu va termina romanul Maestrul și Margareta. În 1933 se dă citire, pentru prima dată, în public, noului său roman sub denumirea care l-a făcut celebru, Maestrul și Margareta, romanul fiind publicat pentru prima dată în Rusia în 1966-1967.  Cere din nou pașaport pentru plecarea temporară în străinătate și din nou este refuzat.
Piesa Batum, despre tinerețea revoluționară a lui Stalin, este inclusă în repertoriul Teatrului Academic, apoi respinsă de însuși Stalin.
La 10 martie 1940, la capătul unor grele suferințe, Bulgakov moare la locuința sa. Ultimele corecturi le face în 1940, pe patul de moarte, orb, până în ultima zi a vieții dictează soției sale, Elena Sergheevna, care este, de altminteri, chiar modelul Margaretei, modificările romanului Maestrul și Margareta.

## Proză
- Maestrul și Margareta, roman
- Inimă de câine, roman satiric științifico-fantastic
- Garda Albă, roman
- Roman teatral, roman
- Ștergarul cu cocoș, culegere de nuvele
- Viața domnului de Molière, roman

## Piese de teatru
- Zilele Turbinilor,
- Casa Zoicăi
- Cabala bigoților
- Ivan Vasilievici  (comedie de moravuri scrisă în 1934—1936; ecranizată ca Țarul Ivan își schimbă profesia în 1973)